# ژان کریستف میتران
ژان کریستف میتران (زاده ۱۹ دسامبر ۱۹۴۶) پسر فرانسوا میتران رئیس جمهور سابق فرانسه است. او از سال ۱۹۸۶ تا ۱۹۹۲ مشاور پدرش در امور آفریقا بود، و نام مستعار پاپامادیت (که به معنی "بابا به من گفت") در آفریقا به دست آورد. وی در بولونی-بیانکور، او-دو-سن به دنیا آمد. او خبرنگار مطبوعاتی خبرگزاری فرانسه در سال ۱۹۷۵ در موریتانی بود. 